# Demo (glazba)
Demo je skraćenica od demonstracijska snimka. Sadrži prvi zvučni zapis skladbe koju izvode glazbenici. Demosastav je skupina glazbenika koja samostalno snima svoj glazbeni uradak. Demoskupina nema objavljeni album preko diskografske kuće. Demosnimka služi sastavu ili kantautoru kako bi mogao sačuvati i predočiti autorske skladbe drugoj strani. Služi glazbenicima za zvučno bilježenje osnovne melodije i temeljne glazbene ideje. Ovaj zapis i služi sastavu kako bi predočio svoj uradak izdavačkoj kući ili drugim glazbenicima. Neke demoskladbe obično budu objavljene na prvom službenom albumu, nakon što ih sastav ponovo izvede u studiju. Uvjeti sa snimanje i izvođenje su mnogo bolji u studiju, pa kvaliteta zvuka studijskog albuma nadmašuje kvalitetu demosnimke. Ako se radi o snimci koncerta koju prave glazbenici ili sami obožavatelji na koncertu, tada se radi o bootleg zapisu.
U suvremeno vrijeme lako dostupnih i relativno kvalitetnih tehničkih alata, kada se pjesme mogu jednostavno zabilježiti i postavljati na internet, demosnimke su izravno dostupne i publici.